# Улица Ильича (Королёв)
Улица Ильича   — улица в районе Костино города Королёва.

## История
Улица располагается в старом районе Королёва — Костино.  Улица застроена 1-этажными зданиями и зданиями предприятия «КПО Стрела» (Тактическое ракетное вооружение (компания)).
Улица названа в честь В.И. Ленина, жившего в 1922 году на этой улице.
Рядом с прудом, расположенным на улице Ильича, Новгородские бояре Козмины в 1689—1691 гг. поставили каменную церковь в честь Рождества Пресвятой Богородицы. Церковь из красного кирпича с белокаменным убранством, высокими закомарами и с удлиненной луковицей купола. В XIX в. построили колокольню и небольшой дом причта.
В 1920-х гг. церковь закрыли и разграбили: бесследно исчезла главная святыня храма — чудотворная Смоленская икона Божией Матери, которая находилась в алтаре более двух веков; уничтожен старинный пятиярусный иконостас. С 1931 г. здание храма использовалось под различные нужды до тех пор, пока на фундаменте разрушенной церкви не построили типовой жилой дом (1955 г.).
В 2006 году рядом был построен новый храм в честь Рождества Пресвятой Богородицы.

## Трасса
Улица Ильича начинается от улицы Дзержинского и заканчивается у проходной КПО «Стрела».

## Транспорт
По улице Ильича  общественный транспорт не ходит.  Движение транспорта двухстороннее.

## Организации

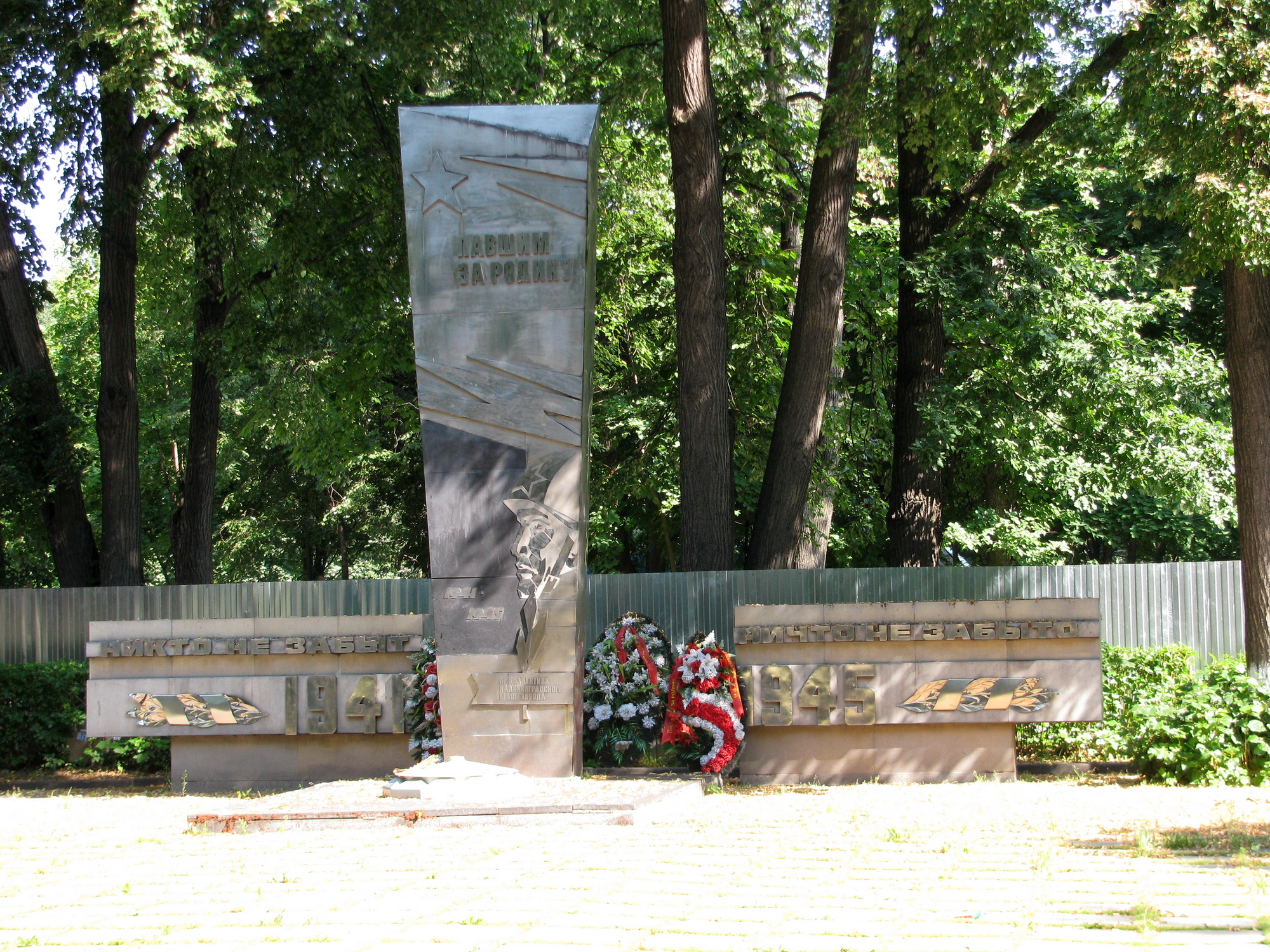
Памятник павшим за родину в ВОВ на улице

- дом 1а: Редакция информационной газеты «Дневник», Историко-краеведческий музей г. Королёв. В 90-е годы мемориальный музей[1] В. И. Ленина в этом доме перепрофилирован в музей краеведческий.
- дом 3: Мемориальная доска Ленину В. И. (1870—1924)
- дом 6: Усадьба А. Н. Крафта «Костино», нач. 20 века
- дом 6: Салон товаров медицинского назначения «Ортомед-сервис», Пожарный гидрант № 0558 (K100, L6), Пожарный гидрант № 0561 (K300, L68)
- дом 7а: Столовая, Дополнительный офис «Королев» банка «НОТА-банк»
- дом 7 кор.51: Компания «Аудит Эксперт», Туристическое агентство «Армада Тур»
- дом 7 стр.1: Корпорация «Тактическое Ракетное Вооружение», Музей ГНПЦ «Звезда-Стрела»
- дом 7: Памятник В. И. Ленину, Парикмахерская Эконом, Деловой центр «Гес»
- дом 9: Производственное здание обувной фабрики коммуны, 1935—1939 гг., Пожарный гидрант № 0557 (K200, L28)